# 15-18
15~18 je sedmi studijski album ljubljanske alternativne rock skupine Srečna mladina. Album je izšel v obliki dvojne vinilne plošče pri založbi COMRADfilm. Album je podprt s tremi videospoti v režiji Mateja Kolmanka.

## Ozadje
Po koncertu ob 20. obletnici skupine leta 2013 v SiTi teatru, ko so skupaj nastopili trenutni in nekdanji člani skupine, so se v prostoru za vaje v razširjeni postavi začenjali dobivati tudi po obletnici. Sčasoma so spoznali, da so se najboljše ideje manifestirale, ko je skupina improvizirala. Med 23. in 26. decembrom 2015 so tri dni improvizirali in te improvizacije posneli. V naslednjih mesecih je sledila analiza posnetega, luščenje uporabnih idej, ki jih je skupina uporabila v končnih sedem instrumentalnih skladbah. Poleti 2018 so začeli snemati in do konca leta posneto uredili. Med februarjem in majem 2018 je skupina posnetke miksala in masterizirala s starim sodelavcem skupine Julijem Zornikom v Studiu 100.
To je prvi album z ustanovnim članom Juretom Pohlevnom in prvi album po letu 1998, na katerem ni Petra Dekleve, s katerim se je skupina razšla konec leta 2014. Na plošči je zadnjič sodeloval Gašper Gantar, ki je skupino zapustil po snemanju plošče, julija 2017. 
Album je posvečen dolgoletnemu tonskemu mojstru skupine Bošku Bursaću - Bobanu.

## Kritiški odziv
Na Radiu Študent je bil album uvrščen na 26. mesto na seznam Naj tolpe bumov 2018, seznam najboljših slovenskih albumov leta.

### Priznanja
| objava        | uvrstitev | seznam               |
| ------------- | --------- | -------------------- |
| Radio Študent | 26.       | Naj tolpe bumov 2018 |

## Seznam pesmi
Vso glasbo je napisala skupina Srečna mladina. 
| Stran A | Stran A       | Stran A |
| Št.     | Naslov        | Dolžina |
| ------- | ------------- | ------- |
| 1.      | „Napovednik‟  | 6:51    |
| 2.      | „Comadia sp.‟ | 8:09    |
| 3.      | „Borut‟       | 2:31    |

| Stran B | Stran B                     | Stran B |
| Št.     | Naslov                      | Dolžina |
| ------- | --------------------------- | ------- |
| 1.      | „Trampolin, infrastruktura‟ | 12:52   |

| Stran C | Stran C       | Stran C |
| Št.     | Naslov        | Dolžina |
| ------- | ------------- | ------- |
| 1.      | „Extra omnes‟ | 9:32    |
| 2.      | „∆∆‟          | 8:36    |

| Stran D | Stran D     | Stran D |
| Št.     | Naslov      | Dolžina |
| ------- | ----------- | ------- |
| 1.      | „Poslednji‟ | 7:22    |

## Zasedba
Srečna mladina
- Tim Kostrevc
- Jure Pohleven
- Vlado Mihajlović
- Andrej Zavašnik
- Gašper Gantar — bas kitara
- Marek Fakuč — tolkala (»Comadia sp.«)

Ostale zasluge
- miks & mastering Julij Zornik @ 100
- oblikovanje Ivian Kan Mujezinović